# 绿色盛会2.0
绿色盛会2.0（Himpunan Hijau 2.0）是马来西亚最大型的集会之一，出席的人数估计在一万五千人以上。这场于2012年2月26日举办的集会由民间团体发起，在彭亨州关丹举行。出席者除了当地民众以外，还有来自全国各地的反公害团体，包括武吉公满反山埃委员会、金马仑反焚化炉委员会、原住民代表、万挠反高压电缆委员会等等。
许多非政府组织如净选盟2.0、隆雪华堂、林连玉基金、人民之声、国家印裔进步小组等也积极响应这项集会。除了在关丹以外，他们也于同一天在马来西亚的多个州属举办声援绿色盛会活动。另外，来自伊斯兰党、公正党和行动党的领袖和党员都踊跃出席这项集会，以行动表示支持。
绿色盛会2.0委员会所倡议的目标有三：（一）立即停止莱纳斯稀土厂；（二） 禁止或重新评估即有的危险工程和方案；（三）确保所有工程发展计划严格遵守 《地球宪章》中的原则。

## 背景
在绿色盛会2.0之前，彭亨州的反稀土组织已连续数年在全国各地举办各类抗议活动，反对执政者批准澳洲企业莱纳斯在关丹兴建稀土厂。他们曾于2011年10月9日在关丹举办第一场绿色盛会，不过该场集会的出席人数较少，并未得到主流媒体的广泛报道。无论如何，绿色盛会1.0已成功凝聚国内几个活跃的反公害团体，让原本处于孤立局面的他们互相得到支援。由于政府并没有对绿色盛会1.0所提出的诉求出正面回应，所以民间组织于2012年1月再度发起绿色盛会2.0。
绿色盛会2.0的筹备过程并不十分顺利，筹委会成员原定的集会地点是在关丹市议会第一草场，但他们的要求未得到市议会和警方的批准。此外，也有一些团体如土权会和半岛马来学生联合会（GPMS）集体向警方报案，指责绿色盛会2.0受政党操纵，对社会安宁造成破坏。一直到集会举行的两天前，警方才有条件地批准这项活动，但却要求主办单位把集会地点移至关丹市议会第四草场。
彭亨州務大臣安南耶谷不但不在乎人民的痛苦和擔心，反而歡迎“綠色盛會2.0”在彭亨州舉行示威，因為這將為關丹帶來商機，一切以賺錢為先。

## 集会当天情况

### 彭亨关丹
2月26日当天，参与集会的群众从各个集合地点步行走向关丹市议会第四草场，在当地多条街道形成人龙。集会由社运分子希山慕丁·莱益斯主持，除了有委员会主席黄德呼吁群众反公害、反对莱纳斯企业在关丹设稀土厂以外，国家诗人沙末赛益也现场朗诵环保诗作《受伤的格宾》（Gebeng Yang Luka）。
来自全国各地的反公害团体轮番上台报告各地的环境课题，其中来自彭亨州劳勿武吉公满反山埃委员会的代表抗议国外集团在当地的采金矿活动；来自金马仑反焚化炉委员会的代表抗议政府批准在当地蓝谷兴建焚化炉；来自马来西亚多个地方的半島原住民代表抗议他们的居住环境受到各类发展计划破坏，他们尤其关注珍妮湖受到周边铁矿公司污染的情况；来自万挠的反高压电缆委员会则抗议国家能源公司不愿绕道，执意在靠近民宅地区兴建高压电缆。此外，来自吉隆坡保卫文化遗产苏丹街的代表以及争取公平选举的净选盟2.0代表也上台声援反公害，鼓吹公民组织携手合作。

### 其他地区
在关丹以外，沙巴、砂拉越、马六甲、槟城、吉隆坡等地的非政府组织、政党和民众也在2月26日当天举办声援绿色盛会2.0活动。其中，在霹雳紅坭山和吉隆坡都有上千人出席声援会，槟城的声援群众也达数百人。东马沙砂两州群众分别在亚庇、古晋、美里等几个地点举办小型声援活动，其中诗巫的绿色盛会2.0也同时声援州内受水坝工程影响、万年烟受炼铝厂影响的居民。